# くまのプーさんのホームランダービー!
くまのプーさんのホームランダービー!（英語：Winnie the Pooh's Home Run Derby）は、ウォルト・ディズニー・ジャパンがYahoo! JAPANの子ども向けサイトYahoo!きっず内の「Yahoo!きっずゲーム」とディズニーの公式ホームページ上の「ディズニーキッズ ゲーム」（旧：ディズニーゲームズ）で提供していた無料ブラウザゲーム（Flashゲーム）。ディズニー作品「くまのプーさん」がモチーフになっており、プーさんがバッター、同作のキャラクターたちがピッチャーとなり、ホームランダービーをするゲーム。難易度が非常に高いことで知られていた。

## 歴史
- 2007年6月1日 - 「ディズニーゲームズ」(当時) にて公開[4][5][6]。
- 2008年 - ヤフーとウォルト・ディズニー・ジャパンとのサービス連携に基づき[7]、「Yahoo!きっずディズニー」(当時) においても公開[8][9][10]。以降、ディズニーゲームズとYahoo!きっずディズニー双方でサービスを提供。
- 2012年1月1日 - インターネット掲示板2ちゃんねる (当時) の「なんでも実況J板」(なんJ) などでスレッドが立ち、流行[9][11][12]。
- 2013年1月 - 4chanやredditでも話題となり、英語圏のインターネットの一部で流行[13]。
- 2020年12月14日 - 「ディズニーキッズ ゲーム」での同ゲームを含むFlashゲームの配信を終了。「ディズニーゲームズ」以来のディズニーFlashゲームの歴史に幕を閉じた。
- 2020年12月16日16時 - 同ゲームを含む「Yahoo!きっずゲーム」の一部ゲームの配信を終了[14][15][16]。

## ルール
球場の外観は100エーカーの森の中を模している。マウスでプーを上下左右に動かし、左クリックで丸太を振る。各ステージごとに投球数が規定されており、ノルマ本数以上のホームランを打てばステージクリアである。プレイごとに成績に応じたポイントがたまり、ポイントを消費してプーに蜂蜜を与えることで、パワーとミートとスピードをそれぞれ強化できる。全7ステージと、クリストファー・ロビンと対決できるスペシャルステージ1つの合計8ステージで構成されている。あくまでホームランのみがカウントされ、ヒットは凡退として扱われる。
| ステージ           | 投手        | 球種                                                           | ノルマ     |
| ------------------ | ----------- | -------------------------------------------------------------- | ---------- |
| 1                  | イーヨー    | ストレート                                                     | 10球中3本  |
| 2                  | ランピー    | ストレート                                                     | 15球中5本  |
| 3                  | ピグレット  | 速球を内外角に投げ分け                                         | 20球中8本  |
| 4                  | カンガ&ルー | 空中で球が加減速を繰り返す（上下に蛇行）                       | 25球中12本 |
| 5                  | ラビット    | 空中で急加速                                                   | 30球中15本 |
| 6                  | オウル      | 左右に蛇行                                                     | 35球中19本 |
| 7                  | ティガー    | 消える魔球                                                     | 40球中28本 |
| スペシャルステージ | ロビン      | 上記全ての球種をランダムに、かつ、緩急をつけて内外に投げ分ける | 50球中40本 |

## 反響

### 難易度
本作はピッチャー役のキャラクターが消える魔球をはじめとする変化球を使い、かつ途中からクリア条件が厳しくなる点などから、子ども向けのゲームの見た目とは裏腹に、難易度が非常に高いことで知られ、そのミスマッチから動画サイトや掲示板などインターネットの一部で、カルト的な人気を誇るゲームとなり、同ゲームのURLが貼られる度に「ハランデイイ」と返されることがあった。日本では、毎年1月に同ゲームのRTA（タイムアタック）大会が行われるほどである。
実際に多くの出版物でこのゲームの難しさ、特に、子供が主要ターゲット層なのに難易度が極端に高いことを取り上げている。NBCスポーツのウェブサイトで取り上げられたこともある。 シンプルなコンセプトをもとにしているのに、実際のゲームが極端に難しい、ということが似ているため、複数の出版物で『QWOP』と比較されている。Eurogamerはこのゲームに好意的で、「特別奥深いわけではないが、ほどよい中毒性があり、ピグレットとその仲間たちがプーを破るさまを見るのは魅力がないわけではない」と結論付けている。他はあまり好意的ではない。PCGamesNは「このゲームは物理法則とフェアプレーを拒絶する」と述べ、このゲームを支障なくプレイするのは「時空を自在に操れる子供でもなければ」不可能であると主張している。Kotakuはこのゲームの難易度についてこのように言及している。「とても難しいゲームで、多分モニターをぶん殴ってしまうだろう……皆さんがよくご存じで、深く愛した素晴らしい森の動物たちは、蜂蜜をつけあわせにしてランディー・ジョンソンを食べかねないような剛腕の原獣と取り換えられてしまっている」。 Complexはこのゲームを、史上最も難しい10のブラウザゲームの一つに挙げ、「あなたが想像できる物事の中で最も難しくやりごたえのあること」と呼んだ。そして、面白半分でやらないことを強く進める。

### 「プニキ」と「ロビカス」
いかに厳しいノルマに対しても丸太をフルスイングしホームランを打つプーを、一部ユーザーは畏敬の念を抱いて「プーアニキ」、略して「プニキ」と呼ぶ。「プニキ」という呼称は、Yahoo! JAPANカスタマーサービスのツイッター公式アカウントで一度使われたことがある。逆に、投手陣の中で最もノルマも多く球種も豊富で難易度が高いことから、一部ユーザーはクリストファー・ロビンを、「ロビカス」と呼ぶ。

### 他作品での登場
2020年8月にNHN PlayArt株式会社が開発し、LINEが提供しているスマートフォン向けゲーム・アプリケーション「LINE:ディズニー ツムツム」のキャラクターとして、本ゲームをモチーフにした「ホームランプー」が登場した。